# Луциановые

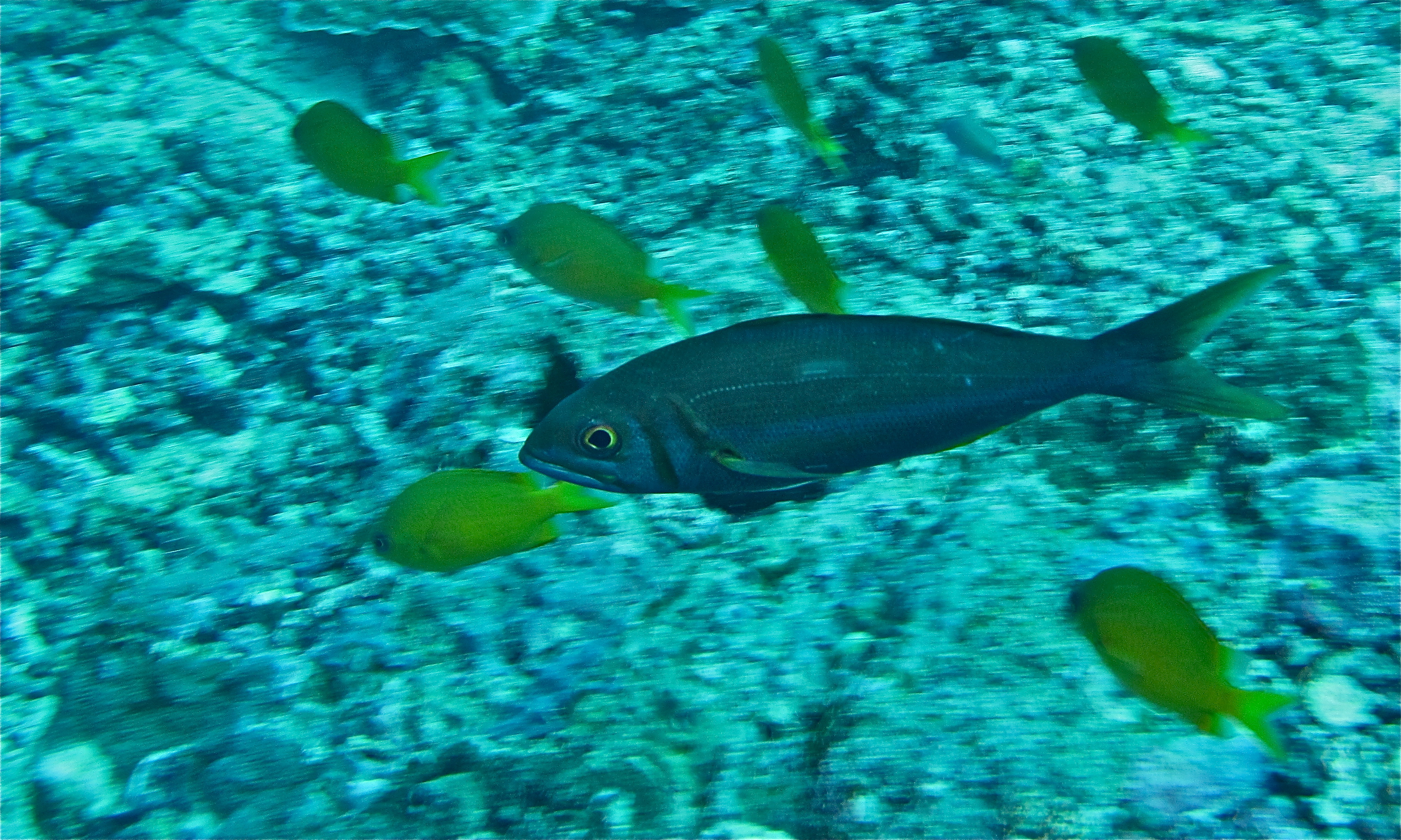
Aphareus furca

Луциановые (лат. Lutjanidae) — семейство лучепёрых рыб отряда окунеобразных. Представители семейства живут в прибрежных тропических и субтропических морях Атлантического океана и Индо-Тихоокеанской области, редко в солоноватой воде и эстуариях. Многие виды являются ценными промысловыми рыбами.

## Классификация
В составе семейства выделяют 4 подсемейства с 17 родами и 110 видами:
- Подсемейство Etelinae — Этелины, 5 родов, 19 видов
  - Род Aphareus Cuvier — Афареи 2 вида
  - Род Aprion — Априоны, монотипический
  - Род Etelis — Этелисы, 4 вида
  - Род Pristipomoides — Нитепёрые снэпперы, 11 видов
  - Род Randallichthys — Рэндаллихты, монотипический
    - Вид Randallichthys filamentosus (Fourmanoir, 1970) — Рэндаллихт
- Подсемейство Apsilinae — Апсилины, 4 рода, 13 видов
  - Род Apsilus — Апсилы (род), 2 вида
  - Род Lipocheilus — Липохеилы, монотипический
  - Род Paracaesio Bleeker, 1875 — Парацезии, 9 видов
  - Род Parapristipomoides — Парапристипомоиды, монотипический
- Подсемейство Paradicichthyinae — Парадихтиины, 2 рода
  - Род Symphorichthys — Симфорихты, монотипический
  - Род Symphorus — Симфорусы, монотипический
- Подсемейство Lutjaninae — Луцианины, 6 родов, 76 видов
  - Род Hoplopagrus — Мазатланские луцианы, монотипический
  - Род Lutjanus Bloch, 1790 — Луцианы, 70 видов
  - Род Macolor — Маколоры, 2 вида
  - Род Ocyurus — Рабирубии, монотипический
  - Род Pinjalo — Пинджалы, 2 вида
  - Род Rhomboplites — Ромбоплиты, монотипический
    - Вид Rhomboplites aurorubens (Gill, 1862) — Ромбоплит, или круглоголовый луциан